# AJ McLean
Alexander James McLean (sinh 9 tháng 1 năm 1978) là một ca sĩ người Mỹ và là thành viên của nhóm nhạc Backstreet Boys. Thường được gọi là AJ.

## Những năm đầu
AJ sinh ra tại West Palm Beach bang Florida, cha anh là Bob McLaen và mẹ là Denize Fernandez. Cha anh đã rời khỏi gia đình khi anh được 2 tuổi. Năm 1990 anh và mẹ chuyển tới sống cùng ông bà ở Olando - Florida và bắt đầu sự nghiệp ca hát. Anh bắt đầu sự nghiệp của mình bằng việc tham gia một vài show diễn trên truyền hình của Disney và một số kênh khác.
Ở tuổi thiếu niên, AJ bị đánh giá là một cậu bé ngỗ ngược, các fan đánh giá anh là một thành viên cá tính của ban nhạc. Năm 2001 anh đã từng mắc chứng nghiện rượu và cocaine. Và sau khi cai nghiện được 2 năm, anh đã tái nghiện. Các thành viên trong ban nhạc đã rất cố gắng để giúp anh cai nghiện.

## Johnny No Name
AJ đã sáng tạo ra một nhân vật mà anh đặt tên là Johnny No Name. Anh cũng đã sử dụng cái tên này như là nghệ danh của mình khi biểu diễn solo. AJ và Johnny đều có những điểm chung đó là đều bị cha bỏ rơi, sống cùng với mẹ và ông bà, có một điểm khác biệt giữa anh và nhân vật của mình đó là Johnny đã từng phải ngồi tù còn AJ thì không.
AJ ra album đầu tay của mình vào cuối năm 2009, album có sự cộng tác của trưởng nhóm OneRepublic Ryan Tedder.